# Stellepipona guillarmodi
Stellepipona guillarmodi är en stekelart som beskrevs av Giordani Soika 1973. Stellepipona guillarmodi ingår i släktet Stellepipona och familjen Eumenidae. Inga underarter finns listade i Catalogue of Life.